# Raquel del Rosario
Raquel del Rosario (født 3. november 1982) er en spansk sangerinde. Hun repræsenterede Spanien ved Eurovision Song Contest 2013 med gruppen El Sueño de Morfeo.